# 5052 Nancyruth
5052 Nancyruth este un asteroid din centura principală de asteroizi.

## Descriere
5052 Nancyruth este un asteroid din centura principală de asteroizi. A fost descoperit pe 23 octombrie 1984 la Observatorul Palomar de Carolyn S. Shoemaker și Eugene M. Shoemaker. Asteroidul prezintă o orbită caracterizată de o semiaxă mare de 2,26 ua, o excentricitate de 0,20 și o înclinație de 5,8° în raport cu ecliptica.